# 佐藤淳一 (政治家)
佐藤 淳一（さとう じゅんいち、1972年11月10日 - ）は、日本の政治家。宮城県岩沼市長（1期）。岩沼市議会議員（3期）、岩沼市議会議長を務めた。

## 来歴
宮城県岩沼市出身。宮城県仙台第一高等学校、中央大学卒業。
西村明宏衆議院議員の秘書を経て2011年12月の岩沼市議会議員選挙で初当選し、3期務める。2021年12月の市議会議員選挙では低投票率にもかかわらず史上最高の1635票を獲得、2番手に600票以上の差をつけ圧勝でトップ当選。2022年1月からは史上最年少で議長も務めた。
2022年4月28日、佐藤は同年6月5日投開票の岩沼市長選挙への立候補を表明。前日には宮城県議会議員の村上智行も立候補を表明しており、両者とも自由民主党の党籍を持つ保守分裂選挙の構図となった。5月27日付で市議および議長を辞職。
6月5日投開票の市長選では佐藤が村上を1,259票差で破り、初当選した。佐藤は自民党の推薦を受けられず、自民党および公明党は村上を推薦し、村井嘉浩知事も村上支持を表明していたが、佐藤は組織対個人の構図を印象づける戦略を採り、「市民目線」を強調して幅広い支持を集めた。選挙の結果は以下の通り。
※当日有権者数：35757人 最終投票率：52.66%（前回比：0pts）
| 候補者名 | 年齢 | 所属党派 | 新旧別 | 得票数 | 得票率 | 推薦・支持                |
| -------- | ---- | -------- | ------ | ------ | ------ | ------------------------- |
| 佐藤淳一 | 49   | 無所属   | 新     | 9389票 | 49.86% |                           |
| 村上智行 | 53   | 自民党   | 新     | 8130票 | 43.17% | （推薦）自由民主党 公明党 |
| 加藤博子 | 69   | 無所属   | 新     | 1147票 | 6.09%  |                           |